# 平成24年台風第4号
平成24年台風第4号（へいせい24ねんたいふうだい4ごう、アジア名：グチョル、フィリピン名：ブッチョイ）は、2012年6月12日に発生した台風である。

## 概要

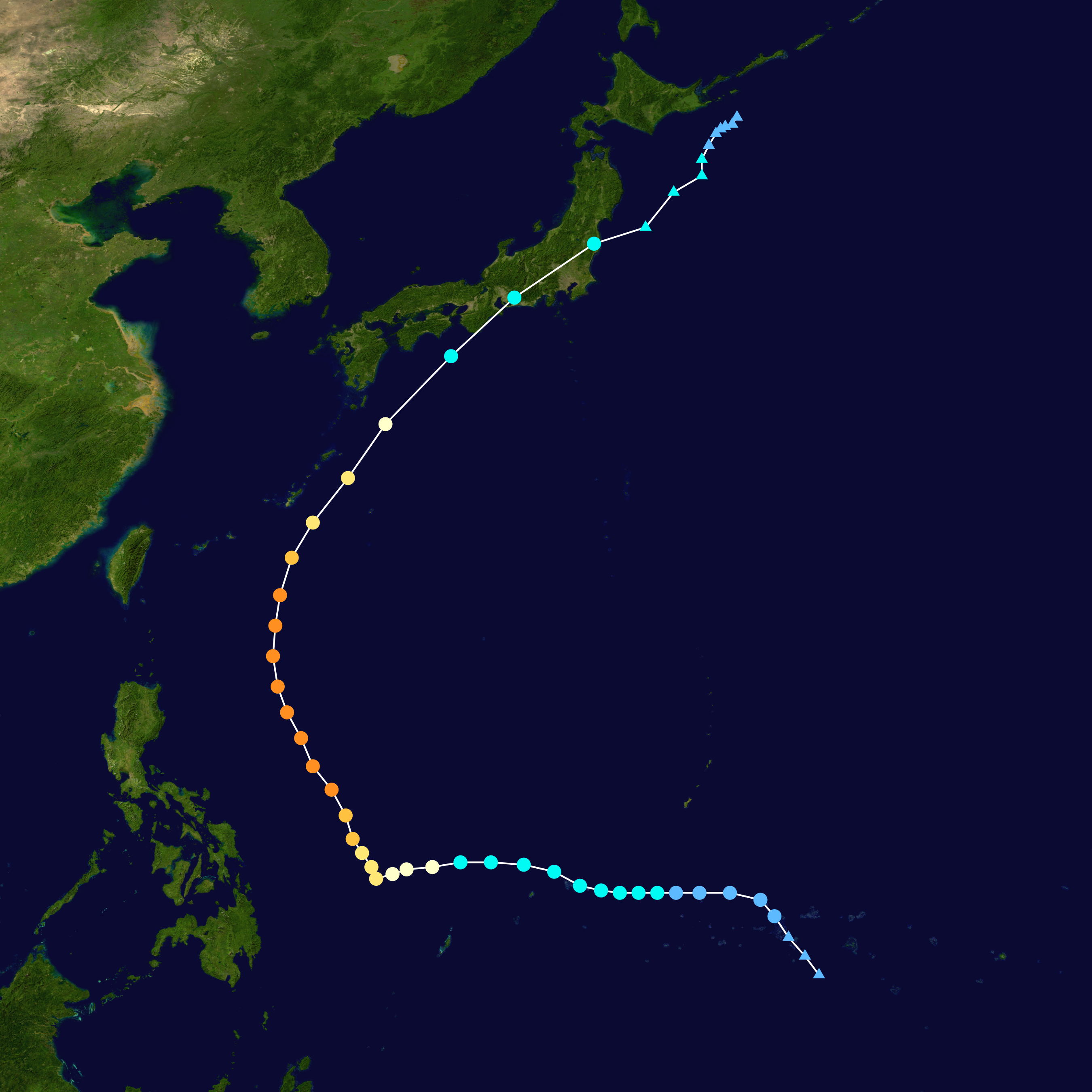
進路図

2012年6月12日15時、カロリン諸島付近で台風4号が発生し、アジア名「グチョル（Guchol）」と命名された。命名国はミクロネシアで、うこんを意味する。また、フィリピン大気地球物理天文局（PAGASA）はこの台風について、フィリピン名「ブッチョイ（Butchoy）」と命名している。台風は太平洋上を西に進み、フィリピンの東で進路を北に変えた。南西諸島の東をかすめるように北東に進み、強い勢力を保ったまま時速65km〜70kmという速いスピードで6月19日午後5時に和歌山県南部に上陸。6月に上陸した台風としては、2004年以来8年ぶりで、観測史上7番目に早く上陸した台風となった。上陸時の中心気圧は960hPa、最大風速は35m/sで6月に上陸した台風としては統計を取り始めた1951年以後で、最も強い勢力であった。志摩半島を縦断後一時伊勢湾海上に抜け、勢力を落とすことなく同日20時に愛知県東部に再上陸。中部・関東・東北南部を北東方向に縦断して太平洋上に抜け、20日午前9時に温帯低気圧となった。その後も温帯低気圧が伴っていた前線によって、前線が温帯低気圧から分離した後も含めて前線と前線上に発生した別の温帯低気圧による大雨となった。和歌山市での豪雨浸水や平成24年梅雨前線豪雨・九州北部豪雨の要因となった梅雨前線も、この温帯低気圧に伴っていた前線と同一の前線である。（前線期の豪雨については該当項目参照）この台風と、台風から変わった低気圧と前線が激甚災害に指定された。
| 順位 | 名称                              | 国際名 | 上陸日時               | 上陸地点              |
| ---- | --------------------------------- | ------ | ---------------------- | --------------------- |
| 1    | 昭和31年台風第3号                 | Thelma | 1956年4月25日 7時30分  | 鹿児島県/大隅半島南部 |
| 2    | 昭和40年台風第6号                 | Amy    | 1965年5月27日 12時     | 千葉県/房総半島       |
| 3    | 平成15年台風第4号                 | Linfa  | 2003年5月31日 6時30分  | 愛媛県宇和島市付近    |
| 4    | ジュディ台風（昭和28年台風第2号） | Judy   | 1953年6月7日 9時       | 熊本県八代市付近      |
| 5    | 平成16年台風第4号                 | Conson | 2004年6月11日 16時     | 高知県室戸市付近      |
| 6    | 昭和38年台風第3号                 | Rose   | 1963年6月13日 22時     | 高知県宿毛市付近      |
| 7    | 平成24年台風第4号                 | Guchol | 2012年6月19日 17時     | 和歌山県南部          |
| 8    | 平成9年台風第7号                  | Opal   | 1997年6月20日 11時30分 | 愛知県豊橋市付近      |
| 9    | 昭和53年台風第3号                 | Polly  | 1978年6月20日 18時     | 長崎県/西彼杵半島     |
| 10   | 平成16年台風第6号                 | Dianmu | 2004年6月21日 9時30分  | 高知県室戸市付近      |

## 進路、状態の経過
- 6月12日午後5時 - カロリン諸島の北北西の海上で発生する（気圧：1004hPa）[3]。
- 6月15日午前3時 - 暴風域を伴う。
- 6月16日午前9時 - 最大風速35m/sとなり 強い台風になる[3]。
- 6月16日午後3時 -最大風速45m/s 非常に強い台風になる[3]。
- 6月19日午後5時 - 和歌山県南部に上陸[3]。
- 6月19日午後8時 - 愛知県東部に再上陸[3]。
- 6月20日午前9時 - 福島県双葉町から太平洋上で温帯低気圧となる[3]。
- 6月22日午後6時 - 前線と分離した温帯低気圧が消滅。
- 7月19日午前3時 - 上記前線が消滅。

## 気象状況

### 大雨
19日3時から20日9時までの総降水量は、各地で200ミリを超える雨が降り、特に、三重県多気郡大台町宮川で405.5ミリ、静岡県伊豆市天城山で363.0ミリを観測し、24時間降水量では、三重県をはじめとし静岡県や山梨県、茨城県など各地で6月としての極値を更新した。
1時間雨量
神奈川県山北町（丹沢湖）：81.0ミリ（6月19日20時47分まで）
山梨県南部町（南部）：74.0ミリ（6月19日20時22分まで）
丹沢湖での統計開始以来の極値を更新した。
日降水量
三重県大台町（宮川）：405.5ミリ（6月19日）
静岡県伊豆市（天城山）：357.0ミリ（6月19日）

### 暴風
風は、東海地方や関東地方の沿岸部、伊豆諸島を中心に風速20m/s以上の非常に強い風が吹き、日最大風速は東京都三宅村坪田で29.3m/s、東京都江戸川区江戸川臨海で26.1m/sなど6月としての極値を更新した。日最大瞬間風速では、千葉県千葉で38.1m/s、神奈川県横浜で35.6m/sと6月としての極値を更新した。
最大瞬間風速
神奈川県横浜市中区（横浜）：35.6m/s（6/19日23時18分）
静岡県静岡市駿河区（静岡）：33.7m/s（6/19日22時13分）
最大風速
東京都大田区（羽田）：25.4m/s（6/19日22時50分）
静岡県菊川市（菊川牧之原）：16.4m/s（6/19日20時57分）
菊川牧之原での統計開始以来の極値を更新した。

## 被害
- 静岡県沼津市で建物の倒壊に巻き込まれて1人が死亡、神奈川県や静岡県をはじめ79人が重軽傷を負った[4]。
- 住宅の被害は、茨城県で全壊1棟、兵庫県で半壊１棟、群馬県等で一部損壊115棟、兵庫県等で床上浸水54棟、宮城県等床下浸水231棟の被害があった[5]。

## 影響

### フィリピン
- 46人乗りの船舶「M/V Josille」が沈没、5人が死亡、19人が行方不明となるなど、フィリピンでは犠牲者が27人に上る恐れが出ている[6]。
- 6月16日午後、南シナ海のスカボロー礁の領有権を巡って中国との間で領有権問題を抱えるフィリピンのベニグノ・アキノ大統領は台風4号の接近により、2隻の船舶に対してフィリピン本土に撤収するよう指示した[7]。

### 日本
- 6月20日、東京都武蔵野市の井の頭自然文化園では、台風による突風の影響で「リスの小径」に倒木が直撃、支柱がゆがみ、ニホンリス約30匹が脱走したのが確認され、捕獲作戦がとられた[8]。
- 6月20日午後1時23分頃、北京発成田行きの全日本空輸956便（B767-300型機）は、成田空港に着陸する際に台風4号の影響による気流の乱れによって滑走路に激しくバウンドしながら接地し、機体が変形した[9]。外板の破損が2ヶ所、亀裂が4ヶ所、機内の天井パネルが2枚はがれかかるといった損傷が見られ[10]、国土交通省運輸安全委員会は航空重大インシデントとして調査するとした[11]。
- 台風が通過した6月19日、静岡県では各地で停電が相次いで発生した。
- 6月19日、東京都新島村の新島ロランC局では、台風による強風のためアンテナが断線する被害を受けた[12]。このため同日20時16分から[13]（海上安全情報では19時41分から[14]）電波を長期欠射中であったが、2014年2月1日午前9時をもって廃止となった[15]。